# Dom (bjerg)
 For alternative betydninger, se Dom. (Se også artikler, som begynder med Dom)
Dom er et 4.545 meter højt bjerg i Mischabelbjergene, Alperne. Det er det højeste bjerg som alene ligger i Schweiz (Dufourspitze er højst men grænser op til Italien). Bjerget ligger vest for Saas-Fee og øst for Randa i kantonen Valais.
Det blev første gang besteget den 11. September 1858 af J. L. Davies med guiderne Johann Zumtaugwald, Johann Krönig og Hieronymous Brantschen.
Bjergets navn kommer fra det tyske ord 'dome', som betyder katedral. Bjerget er navngivet efter Canon Berchtold af Sitten katedralen, den første person som kortlagde området.